# Karbid
Karbid är en kemisk förening av kol och en metall som framställs genom att direkt förena ämnena vid hög temperatur. Vissa icke-metalliska grundämnens kolföreningar benämns också karbider. 
Flera av karbiderna har stor teknisk betydelse, till exempel kalciumkarbid som ger bränsle till karbidlampor, järnkarbid spelar stor roll för olika järnsorters egenskaper och kiselkarbid kännetecknas av sin hårdhet och används under namnet karborundum som slipmedel.